# PDF Expert
PDF Expert は、iPhone、iPad、Mac 用の PDF 編集アプリケーション 。PDF の閲覧、注釈、編集、テキストや画像の変更、フォームへの入力、契約書への署名などが可能。
PDF Expertは、2010年に最初の iPad 向けに iOS 版が発売され、現在は iPad、iPhone、Mac に対応している。